# Ellen Glasgow
Ellen Glasgow (Richmond, 22 april 1873 - aldaar, 21 november 1945) was een Amerikaans schrijfster van realistische romans die zich afspelen in de Zuidelijke Staten van Amerika. In 1942 kreeg ze de Pulitzerprijs voor haar roman "In This Our Life”.

## Leven en werk
Glasgow werd geboren in een welgestelde aristocratische familie in Virginia. Haar moeder stamde uit een familie van vooraanstaande politici en industriëlen, haar vader was directeur van Tredegar Iron Works.
Glasgow verzette zich al op jonge leeftijd tegen het traditionele leven in het Zuiden van de Verenigde Staten en de conservatieve opvattingen, ook in haar eigen kringen, met een vaak dubbele moraal. Dit weerspiegelde zich in haar oeuvre. Ze keerde zich af van de sentimentele traditie in de Zuidelijke literatuur en liet zich vooral inspireren door realistische schrijvers als Henry James. In een kleine twintig romans gaf ze een scherpe analyse van het sociale en politieke leven in het toenmalige Virginia. Centraal thema is de opkomst van de middenklasse, die rond 1900 de rol van de oude Amerikaanse aristocratie min of meer overnam. Ze benadrukt het belang van "karaktersterkte" en vastberadenheid als noodzakelijke individuele eigenschappen voor de middenklasse om te overleven, waar bij de oude aristocratie de "clan" vaak nog garant kon staan voor een zekere continuïteit. Glasgow toonde verder veel belangstelling voor sociale vraagstukken die samenhangen met de opkomst van de industrie in het van oudsher agrarische Zuiden, alsook voor vrouwenrechten (ze was een actief suffragette). Ook loopt er vrijwel altijd een dramatische liefdeslijn door haar werken.
In 1942 kreeg Glasgow de Pulitzerprijs voor haar roman "In This Our Life” (1941), die ook succesvol werd verfilmd onder regie van John Huston. Daarnaast ontving ze eredoctoraten van verscheidene Amerikaanse universiteiten, alsook de William Dean Howells Medal.
Glasgow was slechthorend en uiteindelijk nagenoeg doof. Ze had een aantal langdurige liefdesrelaties gedurende haar leven maar zou uiteindelijk nooit trouwen. In 1945 overleed ze in haar familiehuis te Richmond, nu het "Ellen Glasgow House". Ze werd 72 jaar oud.

## Bibliografie

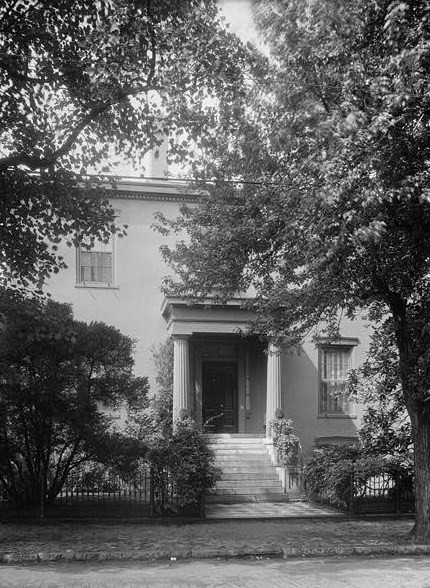
Het Ellen Glasgow House, Richmond.